# Kenneth May
Kenneth O. May (8 de julio de 1915 - 1 de diciembre de 1977) fue un matemático estadounidense e historiador de las matemáticas, conocido por el teorema de May. 
Obtuvo su doctorado en la Universidad de California con la disertación On The Mathematical Theory of Employment, Sobre la teoría matemática del empleo. 
En 1971 fue el principal impulsor de la creación de la Comisión Internacional de la Historia de las Matemáticas. En su honor se concede la Medalla Kenneth O. May, que premia contribuciones sobresalientes a la historia de las matemáticas.